# Ruta C del metro de Nova York
La Ruta C Eighth Avenue Local és un servei de ferrocarril metropolità subterrani del Metro de Nova York, als Estats Units d'Amèrica. La C no efectua serveis a la nit, circula entre 168th Street a Washington Heights (Manhattan), fins a Euclid Avenue a City Line (Brooklyn) via Central Park West. El servei habitual és local a Manhattan i Brooklyn complementant el servei exprés de la ruta A.
A diferència d'altres metros, cada servei no correspon a una única línia, sinó que un servei pot circular per diverses línies de ferrocarril. El servei C utilitza les següents línies:
| Ruta C del Metro de Nova York | Línia              | <<                      | >>                          | Vies  | Temps                        |
| ----------------------------- | ------------------ | ----------------------- | --------------------------- | ----- | ---------------------------- |
| Ruta C del Metro de Nova York | Eighth Avenue Line | 168th Street            | High Street-Brooklyn Bridge | local | sempre excepte tard a la nit |
| Ruta C del Metro de Nova York | Fulton Street Line | Jay Street-Borough Hall | Euclid Avenue               | local | sempre excepte tard a la nit |